# Henri Alexis Brialmont

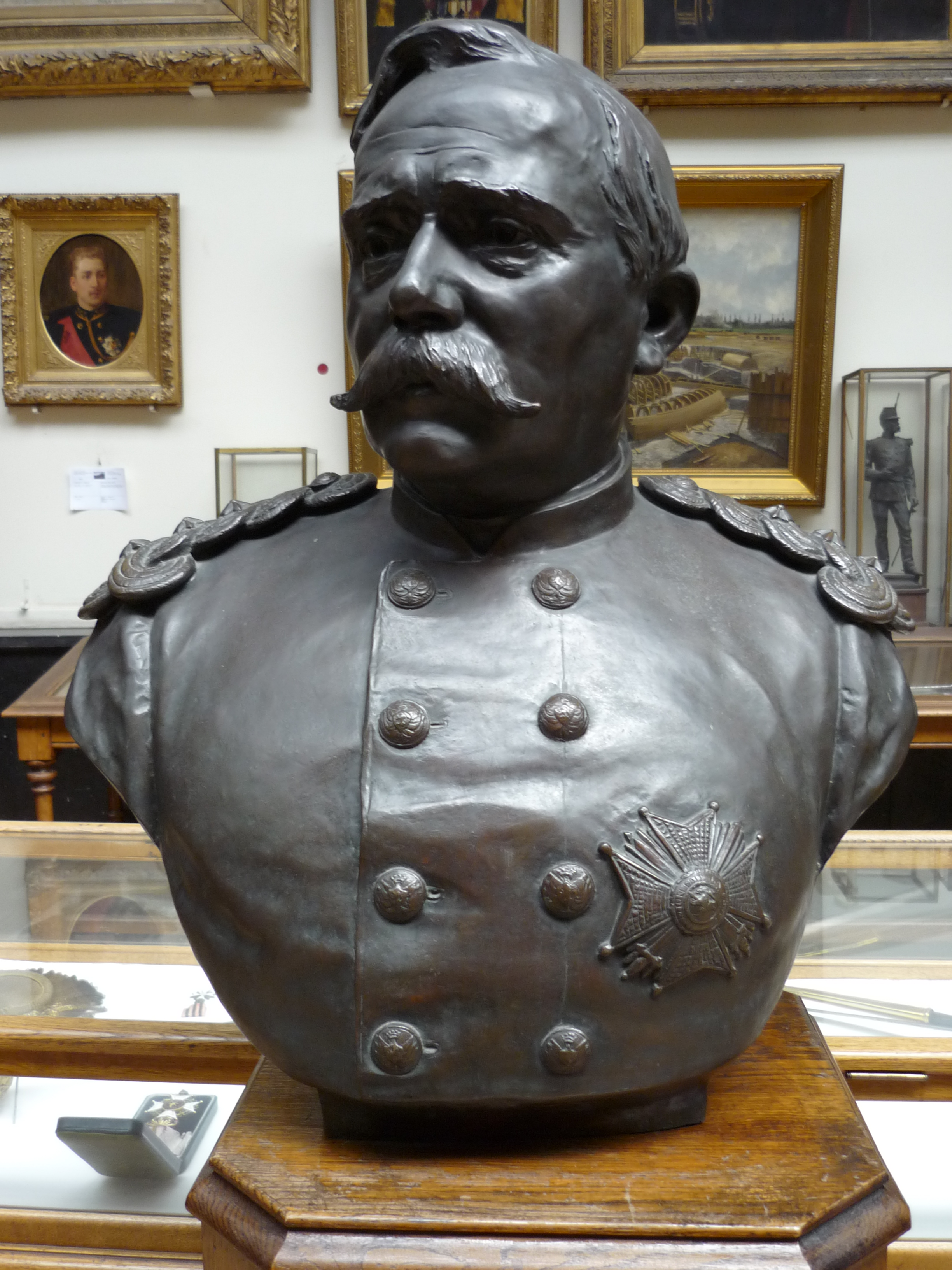
Büste Henri Alexis Brialmonts, Musée du Cinquantenaire, Brüssel

Henri Alexis Brialmont (* 25. Mai 1821 in Venlo; † 21. Juli 1903 in Brüssel) war ein belgischer General und Militärschriftsteller.

## Biografie
Brialmont, Sohn des Generalleutnants Mathieu Brialmont (1789–1885), besuchte ab 1838 die Königliche Militärakademie in Brüssel und trat 1843 als Second lieutenant in das Geniekorps ein. 1847 wurde er zum Oberleutnant befördert und war dann bis 1850 Sekretär des Kriegsministers Chazal. 1855 trat er als Kapitän in den Generalstab ein, wurde 1861 Major und 1864 Oberstleutnant. 1868 ernannte man Brialmont zum Direktor der militärischen Operationen im Kriegsministerium.
Bereits zu dieser Zeit war man europaweit auf ihn aufmerksam geworden, da er entgegen der herrschenden Auffassung für Antwerpen einen anderen als den bastionierten Grundriss durchsetzen konnte. Der Bau begann 1860, und der erste Panzerturm wurde 1863 fertiggestellt. 1874 wurde Brialmont Generalmajor, im Jahr darauf Generalinspektor des Geniekorps und 1877 Generalleutnant.
1883 erhielt er einen Ruf der rumänischen Regierung, um einen Plan über das zweckmäßigste Verteidigungssystem für das Land auszuarbeiten. Brialmont bereiste daraufhin Rumänien und stellte Pläne für die Grenzbefestigung sowie für die Befestigung der Hauptstadt Bukarest auf. Als sich Österreich-Ungarn durch diesen Schritt Rumäniens feindlich berührt sah, wurde Brialmont durch die belgische Regierung wieder abberufen. Er wurde in den inaktiven Dienst versetzt, doch nahm er 1884 seine ursprüngliche Stellung wieder auf. Sein Rat wurde nun auch von der Schweiz, Bulgarien und der Türkei eingeholt. Er plante in den folgenden Jahren die Befestigung der belgischen Städte Namur und Lüttich (Festungsring Lüttich) (1888–1891), wo die neuen Ideen des Festungsbaus in moderner Form verwirklicht wurden.
1865 wurde er zum korrespondierenden und 1869 zum ordentlichen Mitglied der Académie royale des Sciences, des Lettres et des Beaux-Arts de Belgique gewählt.
1892 wurde Brialmont als liberaler Kandidat in die Deputiertenkammer gewählt, nachdem er zuvor aus dem Militärdienst ausgeschieden war. Ihm zu Ehren ist die Brialmont-Bucht in der Antarktis benannt.

## Werke

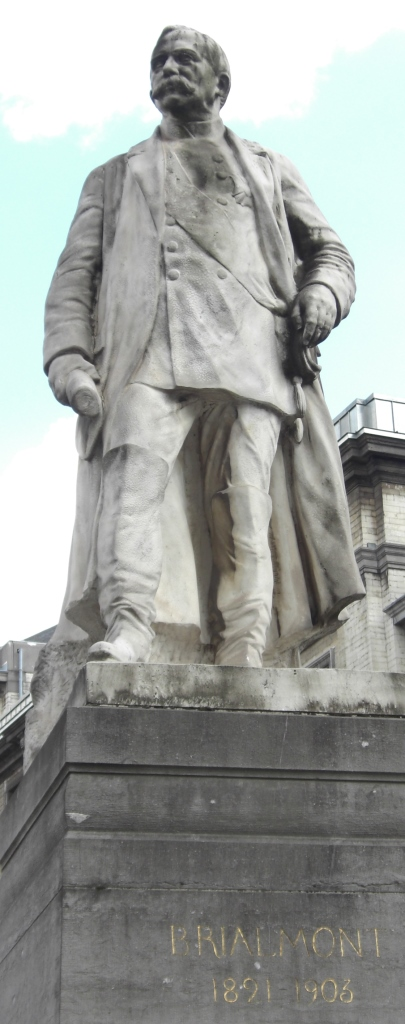
Statue von Henri Alexis Brialmont in Brüssel

- Oeuvres militaires de Simon Stevin, Brussel, 1846.
- Notice sur la conservation des poudres de guerre, in: Annales des Travaux publics de Belgique, 1849.
- Éloge de la guerre ou réfutation des doctrines des Amis de la paix, 1850.
- Histoire critique des négociations relatives au Traité du 11 décembre 1831, prescrivant la démolition des forteresses, in: Le Spectateur militaire, 1850.
- De l’armée et de la situation financière, 1850.
- De la guerre, de l’armée et de la garde civique, 1850.
- Faut-il fortifier Bruxelles? Réfutation de quelques idées sur la défense des Etats, par un officier du génie, 1850.
- Réponse d’un officier du génie à M. Vande Velde, pour faire suite à l’ouvrage intitulé : « Faut-il fortifier Bruxelles? », 1850.
- Précis d’art militaire (publications de l’Encyclopédie militaire), 4 volumes, 1851.
- Considérations politiques et militaires sur la Belgique, 3 volumes, 1851–1852.
- Utilité de la marine militaire, 1853.
- Projet de réorganisation de la marine militaire belge, par un ancien officier du génie, 1855.
- Réflexions sur la marine militaire belge (1830–1835), 1855 (*).
- Défense du projet d’agrandissement général d’Anvers, présenté par MM. Keller et consorts, 1855.
- Histoire du duc de Wellington, 3 volumes, 1856–1857.
- Résumé d’études sur les principes généraux de la fortification des grands pivots stratégiques. Application à la place d’Anvers, 1856.
- Défense de l’Escaut, 1856.
- De la fortification des grands pivots stratégiques. Réponse au colonel Augoyat, 1857.
- Agrandissement général d’Anvers. Réfutation des critiques dont le projet de grande enceinte a été l’objet, 1858.
- Réponse à une note de M. Eenens. De l’emploi de l’artillerie aux travaux de défrichement (Académie royale de Belgique, t. XVI), 1859.
- La vérité sur la question d’Anvers par le général Bonsens, 1859.
- Manifestation du peuple belge en 1860.
- Système de défense de l’Angleterre. Observation critique sur la commission d’enquête nommée en 1859, 1860 (*).
- Complément de l’oeuvre de 1830. Etablissements à créer dans les pays transatlantiques, 1860.
- Réorganisation de la marine nationale en Belgique, 1860.
- Question des canons. Réponse A M. Féréol-Fourcault, par le capitaine Gargousse, 1861.
- Le système cellulaire et la colonisation pénale. Réponse à M. E. Ducpétiaux, in: Revue britannique, 1861.
- Marine militaire. Nouvelles considérations sur l’utilité d’une marine militaire, 1861.
- Étude sur la défense des États et sur la fortification, 3 volumes, 1863.
- Les nouvelles fortifications d’Anvers. Réponse aux critiques de Mangonneau, ancien ingénieur, 1863 (*).
- La guerre du Schleswig, envisagée au point de vue belge, 1864.
- Le corps belge au Mexique. Considérations en faveur de l’organisation de ce corps, par un officier d’état-major, 1864.
- Réflexions d’un soldat sur les dangers qui menacent la Belgique. Réponse à M. Dechamps, ministre d’État, 1865.
- Réponse au pamphlet: « Anvers et M. Brialmont, avec plan de la position d’Anvers », 1865.
- La Belgique doit armer, 1866.
- Réorganisation du système militaire de la Belgique, par un officier supérieur, 1866.
- Considérations sur la réorganisation de l’armée. Justification du quadrilatère. Le volontarisme jugé au point de vue belge, etc., 1866.
- Étude sur l’organisation des armées, et particulièrement de l’armée belge, 1867.
- Utilité de la citadelle du Nord, 1868.
- Traité de fortification polygonale, 2 volumes, 1869.
- La fortification polygonale et les nouvelles fortifications d’Anvers. Réponse aux critiques de MM. Prévost et Cosseron de Villenoisy, 1869.
- La fortification polygonale jugée par le général Tripier, in: Revue militaire française, 1870.
- Observations critiques sur l’enseignement de la fortification à l’École militaire de Bruxelles, 1870.
- Le service obligatoire en Belgique, par un colonel de l’armée, 1871.
- Réponse aux adversaires du service obligatoire, par un colonel de l’armée, 1871.
- La vérité sur la situation militaire de la Belgique en 1871.
- Ce que vaut la garde civique. Étude sur la situation militaire du pays, 1871.
- Projet de réorganisation de l’infanterie belge. Conférence donnée à MM. les officiers du corps d’état-major le 6 février Ì871.
- Le service obligatoire. Réponse à MM. Frère-Orban et Hymans, 1872.
- L’armée, la presse et les partis en Belgique. Lettre adressée à la « Belgique militaire », 2e édition, revue et corrigée, 1872.
- La fortification à fossés secs, 2 volumes, 1872.
- La fortification improvisée, 2e édition, revue et augmentée, 1872.
- Étude sur la fortification des capitales et l’investissement des camps retranchés, 1873.
- Le service obligatoire et le remplacement; erreurs, mensonges et vérités. Bases d’un projet de loi sur la milice, 1873.
- Les adversaires du service obligatoire mis au pied du mur, 1873.
- Imprévoyance et impérities, in: La Belgique militaire, 1873.
- Le remplacement par l’État, dernière planche de salut des adversaires du service obligatoire, 1873.
- Situation politique et militaire des petits États et particulièrement de la Belgique, 1874.
- La vérité sur le remplacement militaire et le service personnel, 1874.
- L’Angleterre et les petits États à la Conférence de Bruxelles, par le général T., 1875.
- Causes et effets de l’accroissement successif des armées permanentes, 1876.
- La défense des États et les camps retranchés, 1876.
- Symptôme de décadence à propos de la question de la défense nationale, 1876.
- La fortification du champ de bataille, 1878.
- Manuel des fortifications de campagne, 1879.
- Étude sur la formation de combat de l’infanterie, l’attaque et la défense des positions et des retranchements, 1880.
- La tactique de combat des trois armes, 2 volumes, 1881.
- La situation militaire de la Belgique, 1882.
- Le général comte de Todleben. Sa vie et ses travaux, 1884.
- Le général de Blois. Sa vie et ses ouvrages, 1885.
- La fortification du temps présent, 2 volumes, 1885.
- Les fortifications de la Meuse, 1887.
- M. Frère et les travaux de la Meuse, 1887.
- Les fortifications de la Meuse. Réponse au colonel Crousse, 1887.
- Réponse aux objections de M. le général Chazal, contre les fortifications de la Meuse, 1887.
- L’influence du tir plongeant et des obus torpilles sur la fortification, 1890.
- Situation actuelle de la fortification. Idées et tendances de la nouvelle école, 1890.
- La fortification de l’avenir, d’après les auteurs anglais, 1890.
- Notice sur le général Liagre, in: Annuaire de l’Académie, 1892.
- Étude sur l’infanterie légère, l’organisation et l’emploi des troupes du génie, 1893.
- Ce que Bazaine a fait à Metz, in: Revue internationale de Dresde, 1893.
- Notice sur Henri Maus, in: Annuaire de l’Académie, 1895.
- La défense des États et la fortification de la fin du XIXe siècle, 1895.
- La défense des côtes et les têtes de pont permanentes, 1896.
- Progrès de la défense des États et de la fortification depuis Vauban, 1898.
- Affaiblissement de la place d’Anvers, projet du Gouvernement, 1900.
- Notice sur Emile Banning, in: Annuaire de l’Académie, 1901.
- Agrandissement d’Anvers. Critique des résolutions de la sous-commission militaire, 1901.
- Anvers et Termonde. Critique des résolutions de la commission mixte, 1901.
- Organisation et composition des troupes du génie et de l’état-major de cette arme, 1901.